# Piotr Safonow
Piotr Siergiejewicz Safonow (ros. Петр Сергеевич Сафонов, ur. 1907 w Jekaterynosławiu, zm. 1974 w Charkowie) – funkcjonariusz radzieckich służb specjalnych (OGPU, NKWD i Smiersz), pułkownik bezpieczeństwa państwowego (od lutego 1943 roku). W 1939 roku ludowy komisarz) spraw wewnętrznych Mołdawskiej Autonomicznej Socjalistycznej Republiki Radzieckiej, w latach 1939–1941 szef Obwodowego Zarządu NKWD w Charkowie i jeden z wykonawców zbrodni katyńskiej.

## Życiorys
Z pochodzenia Ukrainiec, urodził się w rodzinie robotniczej. Od 1929 roku członek partii bolszewickiej. 
W latach 1929–32 w oddziałach OGPU. W latach 30. XX wieku sekretarz partyjny i pracownik terenowych organów Inspekcji Robotniczo-Chłopskiej. Od stycznia 1939 roku w Ludowym Komisariacie Spraw Wewnętrznych w stopniu kapitana bezpieczeństwa państwowego. Od stycznia do września 1939 roku ludowy komisarz spraw wewnętrznych Mołdawskiej Autonomicznej Socjalistycznej Republiki Radzieckiej. Od września 1939 roku do października 1941 roku szef Obwodowego Zarządu NKWD w Charkowie, gdzie w 1940 roku sprawował nadzór nad rozstrzeliwaniem polskich jeńców wojennych z obozu w Starobielsku. W latach 1941–1942 zastępca szefa grupy NKWD na Kaukazie, a w 1943 roku oficer operacyjny grupy kontrwywiadu wojskowego Smiersz na Froncie Briańskim. 10 czerwca 1943 roku skazany przez trybunał wojskowy NKWD na 8 lat więzienia za "nadużycia władzy i defraudację środków publicznych" z odroczeniem wykonania wyroku do zakończenia wojny oraz zwolniony z organów bezpieczeństwa. 
W latach 50. i 60. XX wieku pracował w Charkowie jako wicedyrektor kilku zakładów przemysłowych.
Odznaczony Orderem Czerwonej Gwiazdy.